# Lyne Clevers
Lyne Clevers est une chanteuse et actrice française, née Céline Marie Rhalavsky le 22 octobre 1909 à Paris XIe et morte le 28 novembre 1991 à Poissy (Yvelines).

## Filmographie

### Longs métrages
- 1930 : Amours viennoises de Jean Choux et Robert Land : Dolly
- 1932 : Les Bleus de l'amour de Jean de Marguenat : la femme de chambre
- 1933 : C'était un musicien de Fred Zelnik et Maurice Gleize : Eva
- 1933 : Les Vingt-huit Jours de Clairette d'André Hugon : la première
- 1934 : Le Grand Jeu de Jacques Feyder : la môme Dauville
- 1934 : Le Billet de mille de Marc Didier : la petite amie
- 1934 : Le Cavalier Lafleur de Pierre-Jean Ducis : Baia
- 1934 : Mam'zelle Spahi de Max de Vaucorbeil : Paulette
- 1934 : Minuit, place Pigalle de Roger Richebé : Georgette
- 1934 : Princesse Czardas de Georg Jacoby et André Beucler : La comtesse Stasi
- 1934 : Remous de Edmond T. Gréville : Mademoiselle Lydia
- 1935 : Jeunes Filles à marier de Jean Vallée : Yahna Lambert
- 1935 : La Kermesse héroïque de Jacques Feyder : la poissonnière
- 1935 : La Mariée du régiment de Maurice Cammage
- 1937 : Gribouille de Marc Allégret : Claudette Morel
- 1937 : Quatre Heures du matin de Fernand Rivers : Anne d'Autriche

### Courts métrages
- 1932 : Allô... police... de Robert Péguy
- 1932 : Le Casque de fer de René Barberis
- 1932 : Un peu de jazz de Henri Piperno
- 1934 : Crémaillère de Georges Root
- 1934 : Le plus aimé des trois de Georges Root

## Discographie
- La Rumba au château de  Léo Lelièvre et Victor Alix, 1933
- Ali baba d'Ernesto Lecuona et Georges Tabet, 1933
- Avant d'être capitaine de F. Alongi et Gabriello,  1933
- Redis-moi je t'aime de Hubert Ithier et D. Vignali, 1933
- Ce petit chemin de Mireille et Jean Nohain, 1933
- Un tout petit français de Jean Delettre, 1934
- Nana la marchande d'ananas de Philippe Gerald, 1934
- Sur le pont de Recouvrance de Georges Delance et Philippe Parès, 1935
- Prenez mes mandarines de Lucien Boyer et René Sylviano, 1936, sur un rythme latino, chanson coquine, d'une jeune fille qui offre ses mandarines
- Ça vaut mieux que d'attraper la scarlatine d'André Hornez et Paul Misraki, 1936
- Un vrai cubain de Ray Pinky Ordner, 1936
- La musique vient par ici (en:The Music Goes Round and Round) d'Edward Farley et Michael Riley, 1936
- L'avenir est à nous d'André Hornez et Paul Misraki, 1936
- Je voudrais en savoir davantage d'André Hornez et Paul Misraki, 1936
- Son voile qui volait, folklore canadien paroles et musique recueillies par Elvaury et Ch. Sisco, 1936
- Biguine a bango de Charles Trenet, 1937
- C'est ainsi que nait l'amour, 1937
- Pepito de Jean Valmy, Pedro Guida et Robert Valaire,  1938
- Sur tous les bateaux du monde , 1938
- À quatre heures du matin d'Henri Verdun, 1938
- Tico Tico de Jacques Larue et Zequinha de Abreu, 1945
- Samba Samba d'Eddie Warner et Pierre Dudan, 1945
- Jimmy de Harlem de Jean Delettre et Pierre Dudan, 1945